# 존 셰포드

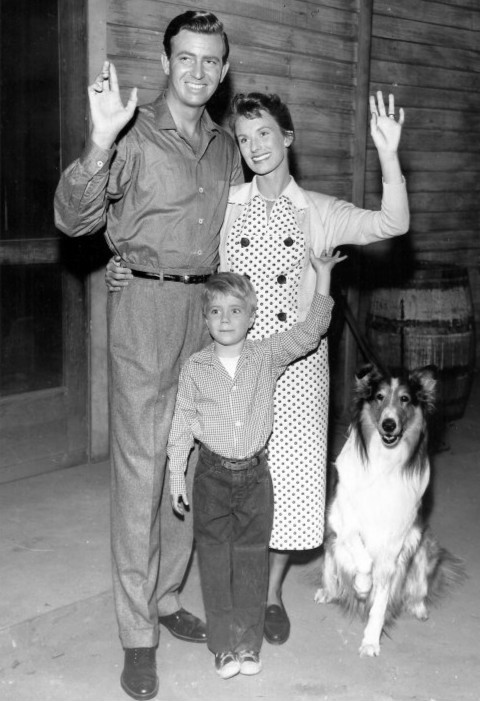

존 셰포드(Jon Shepodd, 1925년 12월 19일 ~ 2017년 8월 16일)는 미국의 배우, 텔레비전 배우이다.
버밍햄에서 태어났으며 런던에서 사망하였다.

## 영화
- 제인의 말로 (1962년)
- 공격 (1956년)
- 달려라 래시 (1954년)